# Dowództwo Okręgu Korpusu Nr IX

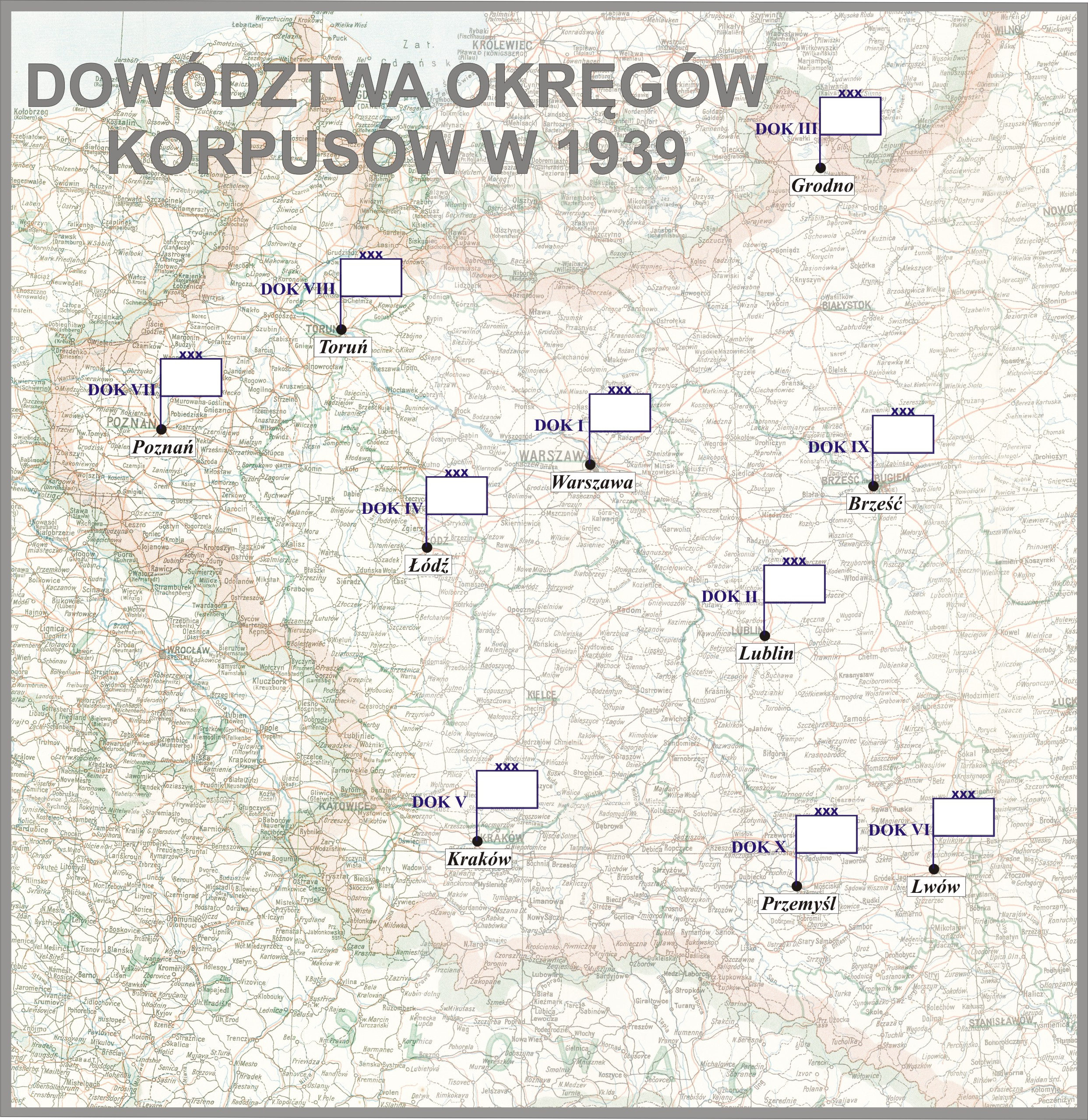
DOK w 1939

Dowództwo Okręgu Korpusu Nr IX (DOK IX) – terytorialny organ Ministerstwa Spraw Wojskowych okresu II RP, pełniący funkcje administracyjno-gospodarcze, mobilizacyjne i garnizonowo-porządkowe z siedzibą w garnizonie Brześć.
W kampanii wrześniowej 1939 r. na bazie DOK IX sformowano Dowództwo Samodzielnej Grupy Operacyjnej „Polesie”.

## Obsada personalna dowództwa okręgu
Dowódcy okręgu
- gen. bryg. Franciszek Krajowski (od 25 IX 1921)
- gen. dyw. Karol Stanisław Schubert (od 1 XI 1922)
- gen. dyw. Józef Rybak (od 19 VII 1924)
- gen. bryg. Mieczysław Ryś-Trojanowski (od 10 VIII 1926)
- gen. bryg. Czesław Jarnuszkiewicz (od 12 XII 1935)
- gen. bryg. Franciszek Kleeberg (29 I 1938 – IX 1939 → dowódca SGO „Polesie”)

Zastępcy dowódcy okręgu
- gen. bryg. Tadeusz Jastrzębski (III 1923 – 15 IV 1925)
- gen. bryg. Leon Pachucki (15 IV 1925 – X 1926)

Pomocnicy dowódcy
- gen. bryg. Bolesław Jatelnicki-Jacyna (od 4 X 1931)
- płk dypl. Zygmunt Durski

Szefowie sztabu
- ppłk SG Wiktor Thommée (od VIII 1921[1])
- ppłk SG Euzebiusz Hauser (od 10 X 1922)
- płk SG Ludwik Lichtarowicz (do XI 1925)
- ppłk SG Jan Włodarski (p.o. od X 1925)
- ppłk dypl. piech. Stanisław Sztarejko (1932 – 1934)
- ppłk dypl. piech. Mieczysław Dobrzański (1934 – 1938)
- płk dypl. art. Mikołaj Łapicki (XI 1938 – IX 1939)

Zastępcy szefa sztabu
- ppłk p.d. SG Florian Smykal (do 2 XI 1923)
- ppłk SG Jan Włodarski (1924-1925)

Szefowie artylerii i uzbrojenia
- płk art. Jan I Orłowski (1923[2])

Szefowie inżynierii i saperów
- płk Otton Berezowski (1923)

Szefowie łączności i szefowie 9 Okręgowego Szefostwa Łączności w latach 1921-1929 i w 1939 roku
- mjr łącz. Stanisław Kurowski (1923[2])
- ppłk łącz. Józef Rębski (do VI 1927[3])
- mjr łącz. Stanisław Kurowski (VI 1927[3] – III 1929[4])

Dowódca obrony przeciwlotniczej
- płk piech. dr Jerzy Trojanowski (1937 – 1939)

Szefowie intendentury
- ppłk int. Józef Maryański (VIII 1921 – 12 VIII 1923 → Rezerwa oficerów sztabowych DOK IX[5])
- ppłk int. Fryderyk Golling (od 15 VIII 1923[5])
- ppłk/płk lek. Adam Kosiba (1932 – )
- ppłk int. z wsw Jan Piechura (do IX 1939[6] → szef intendentury SGO „Polesie”)

Szefowie 9 Okręgowego Szefostwa Uzbrojenia
- płk art. Józef Konstanty Rojek (do 20 IX 1930 → dyspozycja dowódcy OK IX[7])
- ppłk uzbr. Józef Meijer (28 I 1931 – IX 1939)

Szefowie sanitarni / szefowie 9 Okręgowego Szefostwa Sanitarnego
- płk lek. Adam Feliks Bąkowski (1923[8] – 31 X 1925 → stan spoczynku[9])
- płk lek. Witold Kiersnowski (od 1925[10])
- płk lek. Adolf Konstanty Jacewski (III 1932[11] – 1 V 1934 delegat Rządu dla spraw PCK w Departamencie Zdrowia MSWojsk[12].)
- płk lek. Tomasz Krzyski (VI 1934[12] - 20 IV 1938 → szef sanitarny OK V)
- płk lek. Nikodem Butrymowicz (1938 – 1939[13])

Szefowie weterynarii
- ppłk lek. wet. Eugeniusz Kruszyński (1923[8])

Szefowie poborowi / inspektorzy poborowi (od XII 1924) / pomocnicy dowódcy do spraw uzupełnień
- płk Władysław Miszałowski (od XI 1921[14] → stan spoczynku[15])
- płk piech. Zdzisław Załuski (1923[2] – 15 IV 1925[16])
- płk piech. Antoni I Nowakowski (od 15 IV 1925[17])

Szefowie remontu
- ppłk kaw. Edmund Jarocki (do III 1923[18])
- ppłk kaw. Alfred Łaszowski (od III 1923[18][8])

Szefowie duszpasterstwa rzymskokatolickiego
- ks. dziekan Antoni Matejkiewicz (1923 – 15 XII 1929)
- ks. proboszcz Czesław Wojtyniak (IX 1930 – VI 1934)
- ks. proboszcz Franciszek Walasek (od XII 1934)
- ks. dziekan Stanisław Cieśliński (do 1939[19])